# Datalagringsdirektivet
Datalagringsdirektivet, eller direktiv 2006/24/EG, var ett europeiskt direktiv som reglerade datalagring inom Europeiska unionen. Direktivet utgjorde en del av harmoniseringslagstiftningen för den inre marknaden. Det utfärdades av Europaparlamentet och Europeiska unionens råd den 15 mars 2006, trädde i kraft den 3 maj 2006 och skulle vara införlivat i medlemsstaternas nationella lagar och andra författningar senast den 15 september 2007. Direktivet ogiltigförklarades dock av EU-domstolen genom ett förhandsavgörande den 8 april 2014.
Datalagringsdirektivet fastställde harmoniserande bestämmelser om lagring av uppgifter om samtliga fysiska och juridiska personers kommunikation via tele- och datanäten med avseende på bland annat sändarens och mottagarens identitet, vad kommunikationen innehöll, kommunikationens längd och var sändaren befann sig. Direktivet antogs till följd av bombdåden i London 2005.
Datalagringsdirektivet var tillämpligt inom hela Europeiska unionen fram till att det ogiltigförklarades av EU-domstolen. Domstolens ogiltigförklarade direktivet med hänvisning till att det inskränkte rätten till personlig integritet enligt stadgan om de grundläggande rättigheterna på ett sätt som var oförenligt med proportionalitetsprincipen. I vissa medlemsstater, däribland Sverige, fortsatte dock den nationella lagstiftningen som hade införlivat direktivet att gälla. Detta ledde till en ny rättslig process, initierad av leverantörerna Tele2 och Bahnhof, vilket resulterade i en andra dom i EU-domstolen den 21 december 2016 där den svenska lagen förklarades oförenlig med unionsrätten. Efter en ny utredning gjordes vissa smärre ändringar i den svenska lagen, som dock fortfarande (2021) innehåller krav på att tele- och webbleverantörer ska lagra information om alla kundernas kommunikationer.

## Syfte
Det huvudsakliga syftet med trafikdatalagring är att öka den formella kontrollen genom att stärka statens kontrollinstrument för trafikanalys och övervakning, som politiker hoppas ska ge upphov till en effektivare brottsbekämpning samt innebära brottspreventiva effekter. Genom att analysera trafikuppgifter kan polisiära myndigheter identifiera var en person finns, en persons bekantskaper och medlemskap i grupper med mera. Direktivet föreskriver inte för vilka brott lagringen ska kunna anlitas.

## Antagande av direktivet
Direktivet har varit och är kontroversiellt. Förslag till direktiv lades först fram av regeringarna i Storbritannien, Irland, Frankrike och Sverige efter bombdåden i Madrid 2004, och mötte redan då hårt motstånd. Europeiska datatillsynsmannen menade att förslaget var kränkande för den personliga integriteten och att det inte var förenligt med Europakonventionen om skydd för de mänskliga rättigheterna. Europaparlamentets utskott för medborgerliga fri- och rättigheter samt rättsliga och inrikes frågor frågor röstade i linje med tillsynsmannens yttrande ned förslaget, som sedan också mötte kritik från näringslivets branschrepresentanter (bland annat mobiloperatörernas europeiska branschorganisation GSME). 
Bombdåden i London i juli 2005 väckte nytt liv i förslaget. Europeiska unionens råd uppmanade kommissionen att utarbeta ett nytt, detaljerat förslag. Kommissionen ansåg emellertid att rambeslutet om datalagring var sådant att den nya regleringen kunde antas som direktiv i stället för rambeslut. Genom att anta ett direktiv via medbeslutandeförfarande med parlamentet kunde kommissionen kringgå kravet på enhällighet i rådet,[källa behövs] där det fanns medlemsstater som hade stoppat det. Inför antagandet av förslaget i Europaparlamentet 14 december 2005 var socialdemokraterna de enda svenska parlamentariker som var för ett antagande. Röstsiffrorna blev 378 för, 197 emot, med 30 nedlagda. Såväl Socialdemokratiska gruppen i Europaparlamentet som Gruppen för Europeiska folkpartiet (kristdemokrater) och Europademokrater var för att anta datalagringsdirektivet, medan den tredje största politiska gruppen, Gruppen Alliansen liberaler och demokrater för Europa, var officiellt mot direktivet, men i praktiken splittrad. Övriga politiska grupper, utom Unionen för nationernas Europa, var emot direktivet.[källa behövs]

## Ogiltigförklarandet
I en dom  meddelad den 8 mars 2014 slog EU-domstolen fast att direktivet var ogiltigt eftersom det stred mot EU:s rättighetsstadga. Direktivet kan därmed inte användas som grund för lagstiftning i EU-länderna. 
EU-domstolen prövar direktivet i förhållande till EU:s rättighetsstadga, särskilt artiklarna 7 (skydd för privatlivet och för kommunikationer), 8 (skydd för personuppgifter) och 11 (respekt för yttrandefriheten).  

### Om respekten för yttrandefriheten
EU-domstolen konstaterar att de uppgifter som ska lagras kan sammantagna göra det möjligt att dra mycket precisa slutsatser om personers privatliv, såsom deras vanor i vardagslivet, deras stadigvarande och tillfälliga uppehållsorter, deras dagliga förflyttningar och förflyttningar i övrigt, de aktiviteter som de utövar, deras sociala relationer och de umgängeskretsar som de rör sig i. Det kan inte uteslutas att lagringen kan inverka på abonnenternas användning av kommunikationsmedel och följaktligen påverkar det yttrandefriheten även om det inte är tillåtet att lagra innehållet i kommunikationen. EU-domstolen går dock inte vidare och prövar om direktivet inskränker yttrandefriheten eftersom det finns mer direkta invändningar i fråga om skyddet för privatlivet, kommunikationer och personuppgifter. 

### Om skyddet för privatlivet, kommunikationer och personuppgifter

#### Övervakning kan vara ett legitimt skäl men den måste vara strängt nödvändig
EU-domstolen konstaterar att ingreppet i de grundläggande rättigheterna är långtgående och måste anses som synnerligen allvarligt. Den omständigheten att lagringen och användningen av informationen sker utan att abonnenten är underrättad kan ge berörda personer en känsla av att deras privatliv står under ständig övervakning. 
Möjligheten att bekämpa internationell terrorism i syfte att upprätthålla internationell fred och säkerhet är ett allmänt samhällsintresse som erkänns av EU. Det samma gäller beträffande bekämpandet av grov brottslighet i syfte att garantera allmän säkerhet. Medborgare har inte bara rätt till frihet, utan även till personlig säkerhet. Lagring av trafikdata är ett allmänt samhällsintresse, men då måste det vara proportionerligt - dvs man måste uppnå de legitima mål som eftersträvas och inte gå utöver vad som är lämpligt och nödvändigt för att uppnå dessa mål. 
Bekämpandet av grov brottslighet, särskilt av organiserad brottslighet och terrorism är av största betydelse och dess effektivitet kan i stor utsträckning bero på användningen av moderna utredningstekniker. Men det är inte tillräckligt i sig självt. Lagringsåtgärderna måste inskränkas till vad som är strängt nödvändigt. Unionslagstiftning måste därför ha tydliga och precisa bestämmelser som reglerar räckvidd och tillämplighet av åtgärder och den måste slå fast minimikrav som garanterar medborgarna ett effektivt skydd mot missbruk av, otillåten tillgång till eller användning av personuppgifter.

#### Övervakningen saknar direkt koppling till allvarliga brott
EU-domstolen konstaterar att direktivet omfattar snart sagt alla elektroniska kommunikationsmedel. Kommunikationsmedel som används brett och har en växande betydelse i vars och ens vardagsliv. Direktivet gäller samtliga abonnenter och omfattar därför ett ingrepp i de grundläggande rättigheterna för nästintill hela Europas befolkning. Det görs inte några åtskillnader, begränsningar eller undantag utifrån syftet att bekämpa allvarliga brott. Uppgifter lagras utan att det finns något indicium som ger anledning att tro att den registrerades beteende ens kan ha ett indirekt eller avlägset samband med allvarliga brott. Det finns inte heller några undantag för dem som enligt nationella lagar har tystnadsplikt. 
Även om direktivets mål är att bekämpa allvarlig brottslighet så krävs det inget samband mellan de uppgifter som lagras och ett hot mot den allmänna säkerheten. Det finns inte heller någon begränsning avseende en viss tidsperiod eller geografiskt område eller krets av personer som på något sätt kan vara inblandade i allvarlig brottslighet eller andra personer som skulle kunna bidra till utredning, avslöjande och åtal av allvarliga brott. 

#### Övervakningen saknar begränsning för myndigheters tillgång till uppgifter
EU-domstolen konstaterar att det inte finns några objektiva kriterier för att avgränsa nationella myndigheters tillgång till uppgifterna och deras senare användning för utredning, avslöjande och åtal av brott. Det finns inga villkor att uppgifterna bara får användas för utredning av allvarliga brott. Myndigheternas användning av uppgifterna behöver inte prövas av domstol eller oberoende myndighet som kan begränsa tillgången till det som är strängt nödvändigt.  
Kravet på minst sex månaders lagringstid gäller alla uppgifter, oavsett deras nytta, och kravet på lagringstid mellan 6 och 24 månader gäller utan att det finns kriterier för hur lagringstiden ska begränsas till vad som är strängt nödvändigt. 

#### Skyddet av personuppgifter överlämnas till privata operatörer utan möjlighet till kontroll
EU-domstolen konstaterar att direktivet inte ställer några krav på operatören om säkerheten för de uppgifter som ska lagras. Särskilt pekar EU-domstolen på att operatörerna tillåts att ta ekonomiska hänsyn när de bestämmer vilken skyddsnivå som är lämplig. Direktivet kräver inte heller att uppgifterna ska lagras inom EU, vilket gör att det inte går att garantera någon oberoende myndighetskontroll av skydds- och säkerhetskrav.

## Skyldighet att lagra trafikuppgifter
Direktivets krav medför en skyldighet för telefoni- och internetleverantörer att lagra abonnentinformation i minst sex månader, men högst två år. De telefonidata ska sparas, som är nödvändiga för att visa varifrån, när och till vem en person ringer. Även information om vem som skickar SMS till vem och när detta sker lagras. De internetdata som ska sparas är vilken IP-adress varje abonnent haft vid varje given tidpunkt. Tillhandahållare av e-posttjänster skall också lagra uppgifter om bland annat avsändare och mottagare av ett e-postmeddelande[källa behövs].

## Implementation
Av Europeiska unionens medlemsstater har Irland, Grekland, Sverige och Österrike inte implementerat direktivet i tid. Irland, Grekland och Österrike har implementerat direktivet i efterhand. I Rumänien, Tjeckien, Tyskland och senare Österrike har respektive lands konstitutionsdomstol ogiltigförklarat de nationella lagarna som antagits för att implementera direktivet.

### Sverige

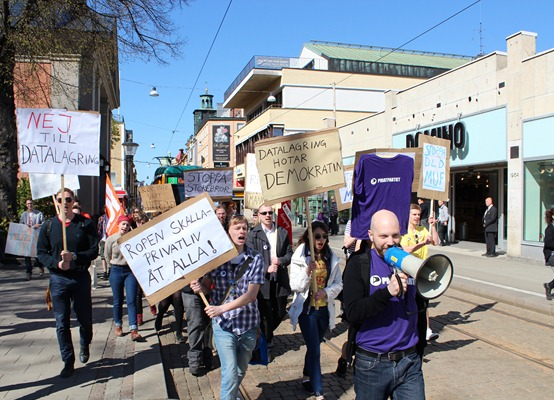
Demonstration mot datalagringsdirektivet i Norrköping i maj 2012.

Sveriges regering implementerade inte direktivet i den nationella lagstiftningen inom utsatt tid, det vill säga senast den 15 september 2007. EG-kommissionen inledde därför rättsprocess mot Sverige den 26 maj 2009. EU-domstolen fastställde den 4 februari 2010 att Sverige brutit mot fördraget genom att inte införa direktivet.
Gudrun Antemar, generaldirektör för Ekobrottsmyndigheten, ledde Trafikuppgiftsutredningen som tillsattes i maj 2006 och i november 2007 överlämnade sitt betänkande Lagring av trafikuppgifter för brottsbekämpning (SOU 2007:76) som föreslår hur direktivet skall implementeras i svensk lagstiftning.
Regeringen har framlagt en proposition om lagring av trafikuppgifter för brottsbekämpande ändamål i syfte att genomföra direktivet i Sverige. I den svenska versionen krävs också lagring av uppringningsförsök som inte når fram. En minoritet bestående av Miljöpartiet, Sverigedemokraterna och Vänsterpartiet drev igenom en minoritetsbordläggning enligt 2 kap 22 § regeringsformen. 
Regeringens förslag röstades igenom i riksdagen med siffrorna 233–41 den 21 mars 2012. Lagändringarna började att gälla den 1 maj 2012.
Den 10 april 2014 meddelade Post- och telestyrelsen att man, i kölvattnet av EU-domstolens ogiltigförklarande av direktivet, inte skulle vidta åtgärder mot operatörer som trots det oklara rättsläget slutade datalagra. Flera mobil- och bredbandsoperatörer avsåg att sluta lagra data.
Regeringen tillsatte en snabbutredning som 13 juni 2014 meddelade att svensk lagstiftning om datalagring gäller eftersom den bedöms vare sig bryta mot EU-rätten eller Europarätten.
Post- och telestyrelsen gick 16 juni 2014 ut med att man utgår från att svensk lagstiftning gäller, vilket innebär att man kommer att vidta tillsynsåtgärder mot operatörer som inte följer lagen.
Den 28 oktober 2014 beslutade PTS att tilldöma böter till operatören Bahnhof för att inte följt ha dessa regler. Bahnhof meddelade att domen skulle överklagas.
Den 31 mars 2016 meddelade PTS att Bahnhof föreläggs vite om 5 miljoner SEK om de inte senast 7 april 2016 lämnar ut de uppgifter som operatören bestrider utlämnandet av med hänvisning till EU-domstolens tidigare beslut. Bahnhof överklagade beslutet till Förvaltningsrätten som har inhiberat beslutet tillsvidare. 
2016 presenterade operatören Bahnhof statistik som visade att fildelning var den överlägset största kategorin som polisen frågar om.
Den 21 december 2016 meddelade EU-domstolen dom i ärendet mellan Tele2 och Post- och telestyrelsen i form av förhandsavgörande. Domstolen påpekade att en lagstiftning som föreskriver en generell och odifferentierad lagring av uppgifter inte kräver något samband mellan de uppgifter som ska lagras och ett hot mot den allmänna säkerheten. Den är inte heller begränsad till lagring av uppgifter avseende en viss tidsperiod och/eller ett visst geografiskt område och/eller en viss krets av personer som kan vara inblandade i ett allvarligt brott. En sådan nationell lagstiftning överskrider gränserna för vad som är strängt nödvändigt och kan inte anses motiverad i ett demokratiskt samhälle, såsom krävs enligt direktivet jämfört med den europeiska rättighetsstadgan. 
Efter EU-domstolens förhandsavgörande återgick målet till kammarrätten i Stockholm, som slutligen upphävde PTS-beslutet genom dom i målet (7380-14) meddelad den 7 mars 2017. Denna dom innebar slutet på datalagringen i Sverige eftersom kammarrätten är högsta instans i sådana här mål.